# المفقودين (فلم)
المفقودين (بالإنجليزية: The Missing) فيلم إثارة أمريكي تم إصداره عام 2003 من إخراج رون هوارد و بطولة تومي لي جونز ، كيت بلانشيت. يستند إلى رواية توماس إديسون لعام 1996. 

## ملخص قصة
في عام 1885 في نيومكسيكو ، تشكل امرأة طب حدودية تحالفًا غير مستقر مع والدها المنفصل عندما يتم اختطاف ابنتها من قبل أباتشي بروجو.

## روابط خارجية
المفقودين على موقع IMDb (الإنجليزية)
- المفقودين على موقع ميتاكريتيك (الإنجليزية)
- المفقودين على موقع الموسوعة البريطانية (الإنجليزية)
- المفقودين على موقع روتن توميتوز (الإنجليزية)
- المفقودين على موقع نتفليكس (الإنجليزية)
- المفقودين على موقع قاعدة بيانات الأفلام العربية
- المفقودين على موقع ألو سيني (الفرنسية)
- المفقودين على موقع Turner Classic Movies (الإنجليزية)
- المفقودين على موقع أول موفي (الإنجليزية)
- المفقودين على موقع بوكس أوفيس موجو (الإنجليزية)